# Eretmotus bedeli
Eretmotus bedeli är en skalbaggsart som beskrevs av Lewis 1892. Eretmotus bedeli ingår i släktet Eretmotus och familjen stumpbaggar. Inga underarter finns listade i Catalogue of Life.